# Ocland
Ocland (in ungherese Oklánd) è un comune della Romania di 1 286 abitanti, ubicato nel distretto di Harghita, nella regione storica della Transilvania.
Il comune è formato dall'unione di 3 villaggi: Crăciunel, Ocland, Satu Nou.
La maggioranza della popolazione (oltre il 98%) è di etnia Székely.